# Federación Ecuatoriana de Fútbol
La Federación Ecuatoriana de Fútbol (FEF), más conocida por su acrónimo Ecuafútbol, es el organismo rector del fútbol en el Ecuador. Inició sus acciones el 30 de mayo de 1925 como Federación Deportiva Nacional del Ecuador, hasta su creación el 1967 como Asociación Ecuatoriana de Fútbol. Y, finalmente, desde 1978, adoptó su nombre actual: Federación Ecuatoriana de Fútbol. Está afiliada a la Federación Internacional de Fútbol Asociación (FIFA) y la Confederación Sudamericana de Fútbol (Conmebol), máximos organismos del fútbol a nivel mundial y sudamericano respectivamente, y al Comité Olímpico Ecuatoriano (COE), en calidad de federación con deporte olímpico. 
Es la institución responsable de organizar y regular las distintas selecciones nacionales y los campeonatos oficiales masculinos y femeninos en todas las modalidades, incluidas las ramas de futsal y juveniles del deporte en ese país.

## Historia
El fútbol llegó a Ecuador en 1899 de la mano del guayaquileño Juan Alfredo Wright, que había retornado de Inglaterra, donde había realizado sus estudios universitarios y, el 23 de abril de 1899, se crea el primer equipo de fútbol ecuatoriano, el Club Sport Guayaquil. Aquel año se fundaron otros dos equipos en Guayaquil y tiempo después el fútbol llegó a Quito. Posteriormente, se crearon más equipos en Quito y Guayaquil. En 1925, las provincias de Guayas y Pichincha empezaron a organizar campeonatos de tipo amateurs de fútbol. Más tarde, el 30 de mayo de ese mismo año, se funda la Federación Deportiva Nacional del Ecuador, conocida por su acrónimo Fedenador. Un año después, en 1926, el Comité Olímpico Ecuatoriano organizó las Olimpíadas Nacionales en la ciudad de Riobamba, el cual introdujo al fútbol como disciplina, donde por primera vez se conformarían selecciones provinciales. La selección de la provincia anfitriona, Chimborazo, ganó el torneo forma invicta.
Aquel mismo año, después de lo acontecido, el Ecuador se afilia de forma oficial a la Fédération internationale de Football Association (FIFA) y el año siguiente, en 1927, a la Confederación Sudamericana de Fútbol (Conmebol). Mucho tiempo después, en 1940, se organizaron Campeonatos Nacionales amateurs. Estos campeonatos se realizaron en un período que comprende desde 1940 hasta 1949.
En la década de 1950, tanto la provincia del Guayas como la de Pichincha dejaron el amateurismo. Guayas, en 1951, comenzó a organizar campeonatos profesionales de manera provincial. Y, más tarde, en 1954, este mismo modelo aplicó Pichincha.
En 1957, se comenzó a disputar campeonatos nacionales de clubes en el Ecuador, Guayas y Pichincha concluyeron sus campeonatos individuales. Estos campeonatos no se celebraron en 1958 y 1959. Pero, desde 1960, se celebran hasta la actualidad.
El 30 de junio de 1967, se creó la Asociación Ecuatoriana de Fútbol y, finalmente, el 26 de mayo de 1978, se reformó los estatutos y se cambió el nombre de la institución, llamándola Federación Ecuatoriana de Fútbol.
En enero de 2020, se presentó el Plan Estratégico 2030, el cual resume las áreas estratégicas a cubrir para dar el salto de calidad que el fútbol ecuatoriano merece. En dicho plan se incluyen acciones de corto y mediano plazo, las cuales comenzaron a ejecutarse a partir de los primeros días de enero de dicho año.

## Selecciones ecuatorianas
- Masculinas:
  - Selección de fútbol
  - Selección de fútbol sub-20
  - Selección de fútbol sub-17
  - Selección de fútbol sub-15
  - Selección de fútbol sala
  - Selección de fútbol sala sub-20
  - Selección de fútbol playa

- Femeninas:
  - Selección de fútbol
  - Selección de fútbol sub-20
  - Selección de fútbol sub-17
  - Selección de fútbol sala

## Competiciones organizadas
La FEF organiza los torneos nacionales de fútbol masculino en el país, que abarcan en total tres categorías. La categoría superior es la Serie A de Ecuador, con dieciséis clubes participantes, competición que se ha caracterizado históricamente por tener cierta inestabilidad en relación con su modalidad de disputa, debajo de esta se disputa la Serie B de Ecuador, con diez clubes participantes. Ambas divisiones se denominan la Primera Categoría del Fútbol Ecuatoriano, siendo todos los participantes, clubes profesionales. También son organizados los torneos juveniles, con formatos similares a los torneos absolutos. La Segunda Categoría de Ecuador es disputada por representantes de las veintidós asociaciones provinciales, que previamente se clasificaron a través de torneos locales. Esta categoría cuenta con pocos clubes profesionales y semiprofesionales, siendo en su gran mayoría, clubes amateurs de corta actividad deportiva. 
El fútbol femenino cuenta con pocos clubes semiprofesionales que compiten en la Serie A Femenina de Ecuador y algunos amateurs en la Serie B Femenina de Ecuador. Además se disputan campeonatos de fútbol sala, por clubes amateurs masculinos y femeninos.
| Torneo                                 | Última edición                        | Campeón vigente            |
| -------------------------------------- | ------------------------------------- | -------------------------- |
| Supercopa de Ecuador                   | 4.ª edición (2025)                    | Liga de Quito              |
| Copa Ecuador                           | 3.ª edición (2024)                    | El Nacional                |
| Serie A                                | 66.ª edición (2024)                   | Liga de Quito              |
| Serie B                                | 47.ª edición (2024)                   | Cuniburo                   |
| Segunda Categoría                      | 51.ª edición (2024)                   | 22 de Julio                |
| Liga de Fútbol Amateur del Ecuador     | 4.ª edición (2024)                    | Sembrando Buenos Campeones |
| Superliga Femenina                     | 7.ª edición (2024)                    | Dragonas IDV               |
| Ascenso de Fútbol Femenino Profesional | 4.ª edición (2024)                    | Eléctricas                 |
| Serie A Amateur Femenina               | 11ª edición (2024)                    | Bejucal Sport              |
| Serie B Amateur Femenina               | 5.ª edición (2019)                    | Sport JC                   |
| Liga Nacional de Futsal                | 11ª edición (2024)                    | Club Halley Divino Niño    |
| Liga Nacional de Futsal Femenino       | Liga Nacional de Futsal Femenino 2024 | Club La Unión              |
| Liga Nacional de Fútbol Playa          | Liga Ecuatoriana de Fútbol Playa 2024 | Playas FC                  |

## Presidentes
El presidente representa legalmente a la Federación Ecuatoriana de Fútbol. Tiene como atribuciones: ejecutar las decisiones de la Asamblea y del Comité Ejecutivo, velar por el funcionamiento de los órganos internos, supervisar las relaciones con los miembros, la FIFA y la Conmebol, presidir la Asamblea y el Comité Ejecutivo, y hacer acuerdos. Para ser presidente debe ser ecuatoriano, residir en territorio nacional y haber sido presidente de un club. En caso de vacante, lo reemplaza el vicepresidente.
Lista cronológica de los presidentes de la Federación Ecuatoriana de Fútbol:
| Periodo         | Nombre                     | Ciudad de origen  |
| --------------- | -------------------------- | ----------------- |
| 1967-1968       | Germán Lynch Requena       | Guayaquil         |
| 1968-1969       | Ferdinand Hidalgo Rojas    | Bahía de Caráquez |
| 1969-1970       | Galo de la Torre Morán     | Quito             |
| 1970-1971       | Ferdinand Hidalgo Rojas    | Bahía de Caráquez |
| 1971-1972       | Galo de la Torre Morán     | Quito             |
| 1972-1973       | Fabián Espinosa Bermeo     | Quito             |
| 1973-1974       | Otón Chávez Pazmiño        | Guayaquil         |
| 1974-1975       | Ferdinand Hidalgo Rojas    | Bahía de Caráquez |
| 1975-1978       | Cesáreo Carrera del Río    | Guayaquil         |
| 1978-1979       | Carlos Baquerizo Astudillo | Guayaquil         |
| 1979-1981       | Jorge Arosemena Gallardo   | Guayaquil         |
| 1981-1994       | Carlos Coello Martínez     | Guayaquil         |
| 1994-1998       | Galo Roggiero Rolando      | Guayaquil         |
| 1998-2016       | Luis Chiriboga Acosta      | Riobamba          |
| 2016-2019       | Carlos Villacís Naranjo    | Guayaquil         |
| 2019-actualidad | Francisco Egas Larreátegui | Quito             |

## Miembros
La FEF está integrada por veintitrés asociaciones provinciales, que se encargan de la organización del fútbol de segunda categoría en las provincias de Ecuador (excepto Galápagos):
- Asociación de Fútbol Profesional del Azuay (AFA)
- Asociación de Fútbol Profesional de Bolívar (AFB)
- Asociación de Fútbol Profesional del Cañar (AFCA)
- Asociación de Fútbol Profesional del Carchi (AFC)
- Asociación de Fútbol No Aficionado de Chimborazo (AFNACH)
- Asociación de Fútbol Profesional de Cotopaxi (AFPC)
- Asociación de Fútbol Profesional de El Oro (AFO)
- Asociación de Fútbol No Amateur de Esmeraldas (AFE)
- Asociación de Fútbol del Guayas (AFG)
- Asociación de Fútbol Profesional de Imbabura (AFI)
- Asociación de Fútbol Profesional de Loja (AFPL)
- Asociación de Fútbol Profesional de Los Ríos (AFPLR)
- Asociación de Fútbol No Amateur de Manabí (AFNAM)
- Asociación de Fútbol No Amateur de Morona Santiago (AFNAMS)
- Asociación de Fútbol No Amateur de Napo (AFNAN)
- Asociación de Fútbol Profesional de Orellana (AFPO)
- Asociación de Fútbol Profesional de Pastaza (AFP)
- Asociación de Fútbol No Amateur de Pichincha (AFNA)
- Asociación de Fútbol Profesional de Santa Elena (AFPSE)
- Asociación de Fútbol No Amateur de Santo Domingo de los Tsáchilas (AFNATSA)
- Asociación de Fútbol No Amateur de Sucumbíos (AFNAS)
- Asociación de Fútbol Profesional de Tungurahua (AFT)
- Asociación de Fútbol Profesional de Zamora Chinchipe (AFPZCH)